# Miasta w Trynidadzie i Tobago
Według danych oficjalnych pochodzących z 2011 roku Trynidad i Tobago posiadał ponad 30 miast o ludności przekraczającej 1 tys. mieszkańców. Stolica kraju Port-of-Spain zajmuje dopiero trzecie miejsce z blisko 40. tys. mieszkańców, ale w całej aglomeracji stołecznej mieszka ponad 256 tys. osób (2000). W drugiej pod względem liczby ludności aglomeracji San Fernando mieszka 144 tys. osób, z czego w głównym mieście 55,4 tys. (2000). Największym miastem jest Chaguanas, które jako jedyne miasto liczyło ponad 50 tys. mieszkańców; 3 miasta z ludnością 25÷50 tys. oraz reszta miast poniżej 25 tys. mieszkańców.

## Największe miasta w Trynidadzie i Tobago
Największe miasta w Trynidadzie i Tobago według liczebności mieszkańców (stan na 09.01.2011):
| L.p. | Miasto        | Korporacja           | Liczba ludności |
| ---- | ------------- | -------------------- | --------------- |
| 1.   | Chaguanas     | gmina Chaguanas      | 83 516          |
| 2.   | San Fernando  | miasto San Fernando  | 48 838          |
| 3.   | Port-of-Spain | miasto Port-of-Spain | 37 074          |
| 4.   | Arima         | gmina Arima          | 33 606          |
| 5.   | Point Fortín  | gmina Point Fortín   | 20 235          |

## Alfabetyczna lista miast w Trynidadzie i Tobago
Spis miast Trynidadu i Tobago powyżej 1 tys. mieszkańców wg stanu na 2011 r.:
- Arima
- Arouca
- Biche
- Blanchisseuse
- Chaguanas
- Couva
- Débé
- Gasparillo
- La Brea
- La Horquetta
- La Romain
- Laventille
- Marabella
- Morvant
- Mucurapo
- Peñal
- Petit Valley
- Point Fortín
- Port-of-Spain
- Princes Town
- Río Claro
- Saint Joseph
- San Fernando
- San Juan
- Sangre Grande
- Scarborough
- Siparia
- Tabaquite
- Tacarigua
- Tunapuna